# Todd Lodwick
Pour les articles homonymes, voir Lodwick.
Todd Lodwick, né le 21 novembre 1976 à Steamboat Springs, est un coureur du combiné nordique américain.

## Biographie
Todd Lodwick est sélectionné pour la première fois en équipe nationale lors de l'hiver 1993-1994 durant lequel il gagne une épreuve de la Coupe du monde B et participe aux Jeux olympiques de Lillehammer, où il se classe treizième en individuel.
Son premier succès dans l'élite internationale date de décembre 1995, lorsqu'il gagne la manche de Coupe du monde disputée à Steamboat Springs, sa ville natale, signant une première pour son pays. Il remporte dans la foulée le titre de champion du monde junior à Asiago.
Lors de la saison 1997-1998, il ajoute deux victoires à son palmarès dont une à l'étape prestigieuse d'Holmenkollen, qui lui permettent de finir quatrième du classement général de la Coupe du monde. Plus tard, il gagnera trois autres épreuves de Coupe du monde en 2001 et 2004.
Lors des Jeux olympiques de 2002 qui ont lieu à Salt Lake City, il prend la cinquième place du sprint et la septième du Gundersen, apportant aux États-Unis ses meilleurs résultats olympiques dans ce sport.
En 2006, il prend part aux Jeux olympiques de Turin, se classant de nouveau dans le top 10 en individuel (9e en sprint, 8e en Gundersen). Quelques semaines plus tard, il décide de prendre sa retraite sportive.
Après deux années de repos, Lodwick fait son retour à la compétition au début de la saison 2008-2009 dans l'optique des Jeux olympiques de 2010, où il espère remplir l'objectif de gagner une médaille olympique. Il entame l'hiver par trois victoires en Coupe continentale avant de finir deux fois sur le podium aux manches de Coupe du monde disputées à Oberhof. En février 2009, il devient double champion du monde fois champion du monde lors des Mondiaux de Liberec en départ en ligne (où il gagne à la fois le ski de fond et le saut à ski) et en gundersen petit tremplin. En 2010, il est médaillé d'argent lors de l'épreuve par équipes des Jeux olympiques de Vancouver en compagnie de Johnny Spillane, Brett Camerota et Bill Demong. Cette équipe amène aux États-Unis sa première médaille de l'histoire des Jeux olympiques dans cette épreuve. Auparavant, il avait pris la quatrième place lors de l'individuel en petit tremplin, à sept dixièmes du podium.
Aux Mondiaux de Val di Fiemme en 2013, il est médaillé de bronze dans l'épreuve par équipes.
Ayant participé à ses premiers Jeux à l'âge de dix-sept ans à Lillehammer en 1994, Todd Lodwick est en 2014, le premier américain à prendre part à six éditions des Jeux olympiques d'hiver. Un mois avant les Jeux pour lesquels il a été désigné porte-drapeau des États-Unis, il se fracture l'épaule gauche en course, il se rétablit tout de même à temps.

## Palmarès

### Jeux olympiques d'hiver
| Épreuve / Édition | Épreuve / Édition | Lillehammer 1994                 | Nagano 1998                      | Salt Lake City 2002              | Turin 2006                       | Vancouver 2010                   | Sotchi 2014                      |
| Sprint            | Sprint            | Épreuve inexistante à cette date | Épreuve inexistante à cette date | 5e                               | 9e                               | Épreuve inexistante à cette date | Épreuve inexistante à cette date |
| Gundersen         | Gundersen         | 13e                              | 20e                              | 7e                               | 8e                               | Épreuve inexistante à cette date | Épreuve inexistante à cette date |
| Gundersen         | PT                | Épreuve inexistante à cette date | Épreuve inexistante à cette date | Épreuve inexistante à cette date | Épreuve inexistante à cette date | 4e                               | DNS                              |
| Gundersen         | GT                | Épreuve inexistante à cette date | Épreuve inexistante à cette date | Épreuve inexistante à cette date | Épreuve inexistante à cette date | 13e                              | DNS                              |
| Par équipes       | Par équipes       | 7e                               | 10e                              | 4e                               | 7e                               | Argent                           | 6e                               |

### Championnats du monde
| Épreuve / Édition | Épreuve / Édition | Thunder Bay 1995                 | Trondheim 1997                   | Ramsau 1999                      | Lahti 2001                       | Val di Fiemme 2003               | Oberstdorf 2005                  | Liberec 2009                     | Oslo 2011                        | Val di Fiemme 2013               |
| Sprint            | Sprint            | —                                | —                                | 13e                              | 25e                              | 19e                              | 13e                              | Épreuve inexistante à cette date | Épreuve inexistante à cette date | Épreuve inexistante à cette date |
| Départ en ligne   | Départ en ligne   | Épreuve inexistante à cette date | Épreuve inexistante à cette date | Épreuve inexistante à cette date | Épreuve inexistante à cette date | Épreuve inexistante à cette date | Épreuve inexistante à cette date | Or                               | Épreuve inexistante à cette date | Épreuve inexistante à cette date |
| Gundersen         | Gundersen         | —                                | —                                | 14e                              | 17e                              | 14e                              | 21e                              | Épreuve inexistante à cette date | Épreuve inexistante à cette date | Épreuve inexistante à cette date |
| Gundersen         | PT                | Épreuve inexistante à cette date | Épreuve inexistante à cette date | Épreuve inexistante à cette date | Épreuve inexistante à cette date | Épreuve inexistante à cette date | Épreuve inexistante à cette date | Or                               | 8e                               | 35e                              |
| Gundersen         | GT                | Épreuve inexistante à cette date | Épreuve inexistante à cette date | Épreuve inexistante à cette date | Épreuve inexistante à cette date | Épreuve inexistante à cette date | Épreuve inexistante à cette date | -                                | 5e                               | Épreuve inexistante à cette date |
| Par équipes       | Par équipes       | —                                | 4e                               | 5e                               | 10e                              | 8e                               | 5e                               | 5e                               | Épreuve inexistante à cette date | Épreuve inexistante à cette date |
| Par équipes       | PT                | Épreuve inexistante à cette date | Épreuve inexistante à cette date | Épreuve inexistante à cette date | Épreuve inexistante à cette date | Épreuve inexistante à cette date | Épreuve inexistante à cette date | Épreuve inexistante à cette date | 4e                               | Bronze                           |
| Par équipes       | GT                | Épreuve inexistante à cette date | Épreuve inexistante à cette date | Épreuve inexistante à cette date | Épreuve inexistante à cette date | Épreuve inexistante à cette date | Épreuve inexistante à cette date | Épreuve inexistante à cette date | —                                | Épreuve inexistante à cette date |

### Coupe du monde
- Meilleur classement général : 4e en 1998, 2000 et 2005.
- 28 podiums individuels en carrière dont 6 victoires.
- 1 podium par équipes en 2013.

#### Différents classements en Coupe du monde
| Année     | Classement général final |
| 1993-1994 | 46e                      |
| 1994-1995 | 11e                      |
| 1995-1996 | 16e                      |
| 1996-1997 | 16e                      |
| 1997-1998 | 4e                       |
| 1998-1999 | 8e                       |
| 1999-2000 | 4e                       |
| 2000-2001 | 8e                       |
| 2001-2002 | 6e                       |
| 2002-2003 | 9e                       |
| 2003-2004 | 7e                       |
| 2004-2005 | 4e                       |
| 2005-2006 | 13e                      |
| 2008-2009 | 24e                      |
| 2009-2010 | 15e                      |
| 2010-2011 | 25e                      |
| 2011-2012 | 52e                      |
| 2012-2013 | 59e                      |
| 2013-2014 | 55e                      |

#### Détail des victoires
| Édition / Épreuve | Gundersen         | Sprint |
| 1996              | Steamboat Springs |        |
| 1998              | Schonach          | Oslo   |
| 2001              | Steamboat Springs |        |
| 2002              | Lillehammer       |        |
| 2004              | Schonach          |        |

### Coupe du monde B
- Trois victoires :
  - Lillehammer, décembre 1993
  - Steamboat Springs, deux victoires consécutives en décembre 2005